# Маршалл, Джон
Джон Маршалл (англ. John Marshall; 24 сентября 1755 — 6 июля 1835) — председатель Верховного суда США в 1801—1835 годах, один из родоначальников американской правовой системы.
Поддержал ратификацию Конституции и возглавлял партию федералистов в Виргинии. Член Палаты Представителей.

## Ранние годы
Джон Маршалл родился 24 сентября 1755 года в избушке в Джермантауне, в вирджинском округе Фокир. В середине 1760-х годов Маршаллы переехали немного западнее, в район современного селения Маркхэм. Его родителями были Томас Маршалл и Мэри Рэндольф Кейт. Томас Маршалл работал в округе Фокир землемером и земельным агентом. Это приносило ему значительный доход. Тем не менее, Джон Маршалл вырос в двухкомнатной бревенчатой хижине, в которой он жил со своими родителями и несколькими братьями и сестрами; Маршалл был старшим из пятнадцати братьев и сестер. Один из его младших братьев, Джеймс Маркхэм Маршалл, некоторое время служил федеральным судьей.
Джон Маршалл был также двоюродным братом сенатора США (Кай) Хамфри Маршалла.
С юных лет Джон Маршалл отличался хорошим юмором и черными глазами, «сильными, проницательными, сияющими умом и добродушием». Воодушевленный родителями, молодой Маршалл много читал, например, такие произведения как «Комментарии» Уильяма Блэкстоуна к законам Англии и «Очерк о человеке» Александра Поупа. На Джона особенно сильно повлиял его отец, о котором он писал: «Его заботе я обязан всем ценным, что я, возможно, приобрел в юности. Он был моим единственным умным товарищем; и был одновременно бдительным родителем и заботливым лучшим другом». Томас Маршалл преуспел в своей работе землемером, и в 1770-х годах он приобрел поместье, известное как Оук-Хилл.
После сражения при Лексингтоне и Конкорде 1775 года Томас и Джон Маршаллы добровольно поступили на службу в 3-й полк Виргинии. В 1776 году Джон Маршалл стал лейтенантом одиннадцатого полка Виргинии Континентальной армии. Во время войны за независимость США он участвовал в нескольких сражениях, включая Сражение при Брендивайне.
После того, как он был уволен в 1780 году, Маршалл начал посещать Колледж Вильгельма и Марии. Джон читал закон под руководством известного канцлера Джорджа Уайта и вскоре был допущен к государственной коллегии адвокатов в 1780 году. После непродолжительного воссоединения с Континентальной армией , Маршалл победил на выборах в Палату делегатов Вирджинии в начале 1782 года.

## Личная жизнь
Джон Маршалл встретил Мэри «Полли» Амблер, младшую дочь государственного казначея Жаклина Эмблера, во время Войны за независимость, и вскоре начал ухаживать за ней. Маршалл женился на Мэри (1767—1831) 3 января 1783 года в доме её кузена Джона Эмблера. У них было 10 детей; шесть из которых дожили до взрослого возраста. Между рождением сына Жаклина Эмблера в 1787 году и дочери Мэри в 1795 году Полли Маршалл перенесла два выкидыша и потеряла двух младенцев, что повлияло на её здоровье на всю оставшуюся жизнь. У Маршаллов было шестеро детей, которые дожили до совершеннолетия: Томас (который в конечном итоге будет служить в палате делегатов Вирджинии), Жаклин, Мэри, Джеймс и Эдвард.

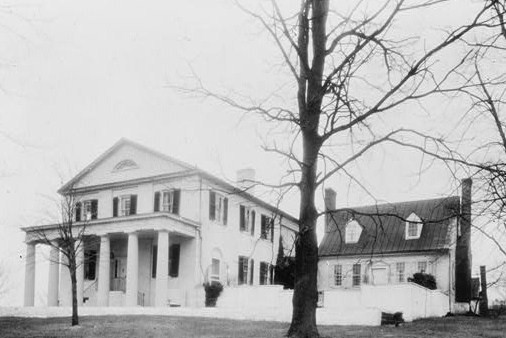
Оук-Хилл

Маршалл любил свой дом в Ричмонде, и проводил там как можно больше времени в тихом довольном состоянии. После смерти своего отца в 1803 году Джон унаследовал поместье Оук-Хилл, где он и его семья также проводили время.
В течение примерно трёх месяцев в году Маршалл жил в Вашингтоне во время ежегодного срока полномочий Суда.
Джон также уезжал из Виргинии на несколько недель каждый год, чтобы служить в окружном суде в Роли, Северная Каролина. С 1810 по 1813 год он также содержал собственность «DS Tavern» в округе Албемарл, штат Виргиния.
Сам Маршалл не был религиозным, и хотя его дед был священником, Джон официально никогда не присоединялся к церкви. Он не верил, что Иисус был божественным существом и иногда относился к деизму как «Создателю всего».
Джон Маршалл был активным масоном и служил Великим Магистром Масонов в Виргинии в 1794—1795. Находясь в Ричмонде, Маршалл посещал церковь Св. Иоанна на Черч-Хилл до 1814 года. Джон хотел нанять Роберта Миллса в качестве архитектора Монументальной церкви, которая находилась недалеко от его дома и была перестроена в память 72 человек, погибших в результате пожара в театре. Семья Маршаллов занимала скамью № 23 Монументальной церкви и принимала там маркиза де Лафайета во время его визита в Ричмонд в 1824 году.

## Доктрина открытия
Джон Маршалл является автором серии судебных решений, официально закрепивших в американском праве принципы так называемой Доктрины открытия, корни которой восходят к XV веку и согласно которой народ, открывший новые земли, получает на них право, а аборигены этих земель сохраняют право жить на этой земле, но не владеть ей. Данная доктрина стала основанием для состоявшегося ещё при его жизни насильственного Выселения индейцев, прежде всего Пяти цивилизованных племён.

## Работы
- Работы John Marshall в проекте «Гутенберг»
  - The Life of George Washington, Vol. 1 (of 5)
  - The Life of George Washington, Vol. 2 (of 5)
  - The Life of George Washington, Vol. 3 (of 5)
  - The Life of George Washington, Vol. 4 (of 5)
  - The Life of George Washington, Vol. 5 (of 5)